# Масюкове (заповідне урочище)
Масюко́ве — заповідне урочище, розташоване неподалік від села Бобрик Гадяцького району Полтавської області. Було створене відповідно до Постанови Полтавської облради № 437 від 16 листопада 1979 року.

## Загальні відомості
Землекористувачем є ДП «Гадяцький лісгосп», Вельбівське лісництво, квартал 25—27, площа — 180 гектарів. Розташоване на схід від села Бобрик Гадяцького району.
Урочище створене з метою збереження борових комплексів на боровій терасі річки Псел біля села Веприк з сосновими та дубово-сосновими насадженнями, багатим біорізноманіттям. Збереглися старі сосни — залишки дореволюційних насаджень. Осередок збереження рідкісних видів рослин (12) і тварин (17).